# باشگاه فوتبال ارلسوود تاون
باشگاه فوتبال ارلسوود تاون (به انگلیسی: Earlswood Town Football Club) یک باشگاه فوتبال در شهر ارلسوود، میدلندز غربی، کشور انگلستان است که در سال ۱۹۶۸ میلادی تأسیس شده است.